# لي هونج-كوو
لي هونج-كوو هو سياسي كوري جنوبي، ولد في 9 مايو 1934 في كوريا الجنوبية. نشط حزبياً في الحزب الوطني الكبير. وقد انتخب عضو الجمعية الوطنية الكورية الجنوبية ‏.

## وصلات خارجية
- لي هونج-كوو على موقع مونزينجر (الألمانية)